# Oskquisaquamai
Oskquisaquamai, jedna od skupina algonquian Indijanaca o kojima Hodge govori kao o ihtiofazima. Spominju se sredinom 18 stoljeća uglavnom uz Cree i Maskegon Indijance; Bacqueville de la Potherie (1753) naziva ih Oskquisaquamai; Osquisakamais kod Arthura Dobbsa (1744). Prema Hodgeu, vjerojatno jedna od skupina Creeja.

## Vanjske poveznice
- Cree  Arhivirana inačica izvorne stranice od 20. travnja 2010. (Wayback Machine)